# Mohammad Reza Beg

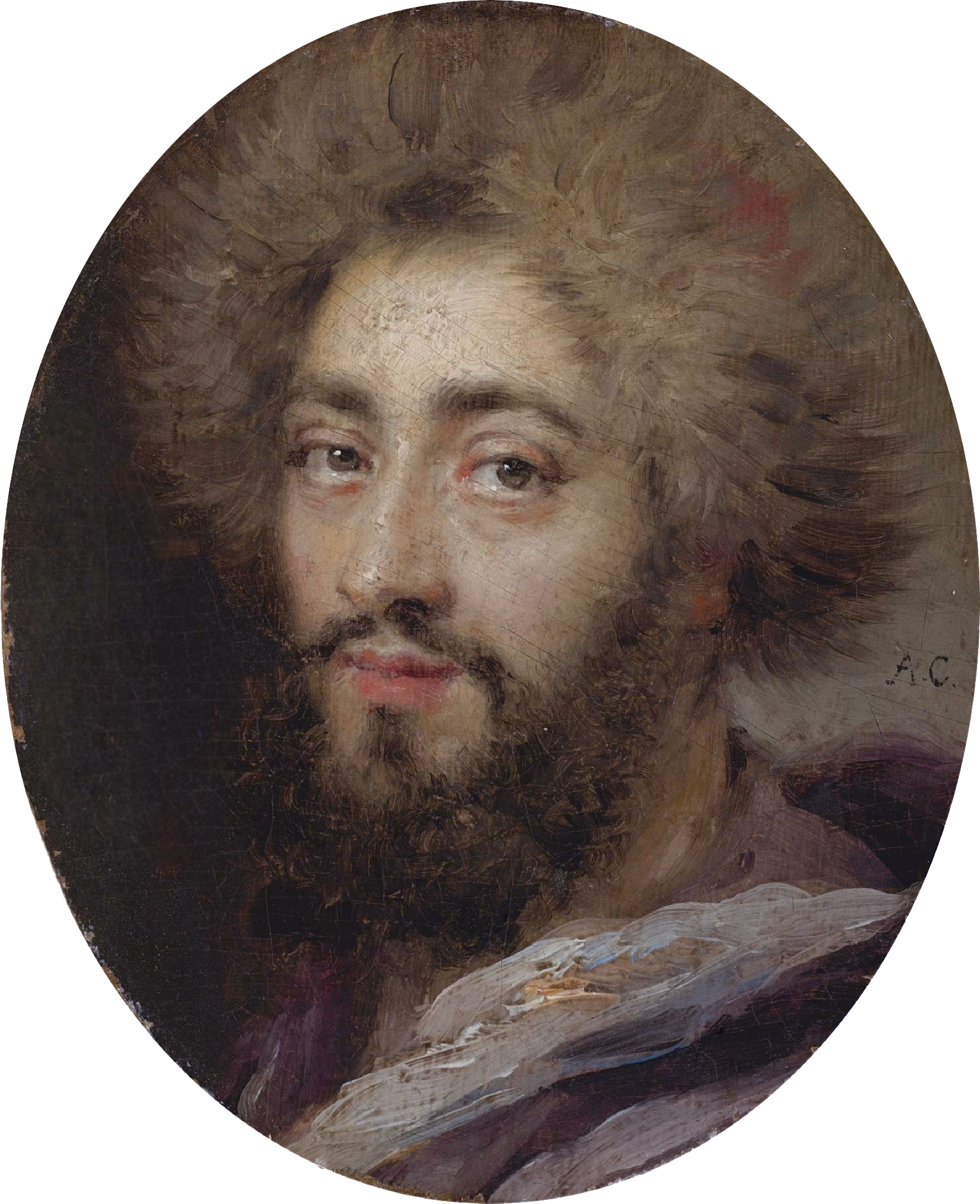
Mohammad Reza Beg (Maler: Antoine Coypel)

Mohammad Reza Beg (persisch محمدرضا بیگ; gestorben 1717) war während der Safawidendynastie Bürgermeister (kalantar) von Jerewan und 1715 während der Herrschaft von Sultan Hosein (1694–1722) Botschafter am Hofe von Ludwig XIV. von Frankreich.

## Herkunft
Die Familie von Mohammad Reza Beg stammt vermutlich aus Schiras im Süden Persiens und migrierte nach Jerewan in Armenien, das damals zum persischen Reich gehörte. In Armenien gelangte die Familie zu Ansehen und Reichtum. Als Khane und Begs gehörten ihre männlichen Familienoberhäupter zur Führungsschicht des persischen Reiches. Mohammad Reza Beg war Bürgermeister von Jerewan, der damaligen und heutigen Hauptstadt Armeniens.

## Botschafter in Frankreich

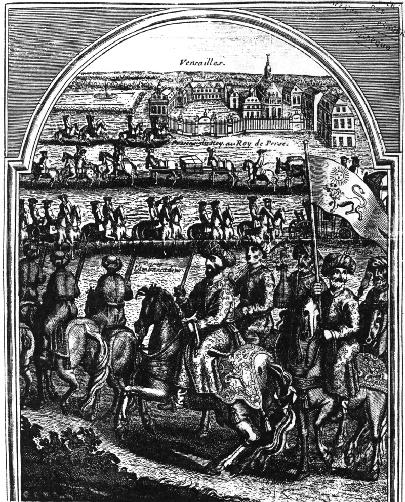
Einzug des Botschafters Mohammad Reza Beg in Versailles

1714 wurde Mohammad Reza Beg vom persischen Safawiden-König Sultan Husayn als Botschafter an den Hof des französischen Königs Ludwig XIV. geschickt. Über dieses Ereignis gibt es reichlich Quellenmaterial, da einerseits der pompöse Einzug der Gesandtschaft in Versailles wie auch die erste Audienz beim französischen König in großen Gemälden von Malern wie Antoine Coypel festgehalten wurden, andererseits es auch schriftliche Überlieferungen gibt wie die von Breteuil, dem Zeremonienmeister des französischen Königs, der den Ablauf des Treffens organisierte.
Der Auftrag als Botschafter führte ihn unter dem Deckmantel eines Pilgers über Konstantinopel, wo er aufgrund der Spannungen zwischen dem persischen und dem osmanischen Reich vorübergehend inhaftiert und auf Drängen des französischen Botschafters Pierre des Alleurs freigelassen wurde, auf dem Schiffsweg nach Marseille, das er am 23. Oktober 1714 erreichte, und weiter zu Pferd nach Versailles.

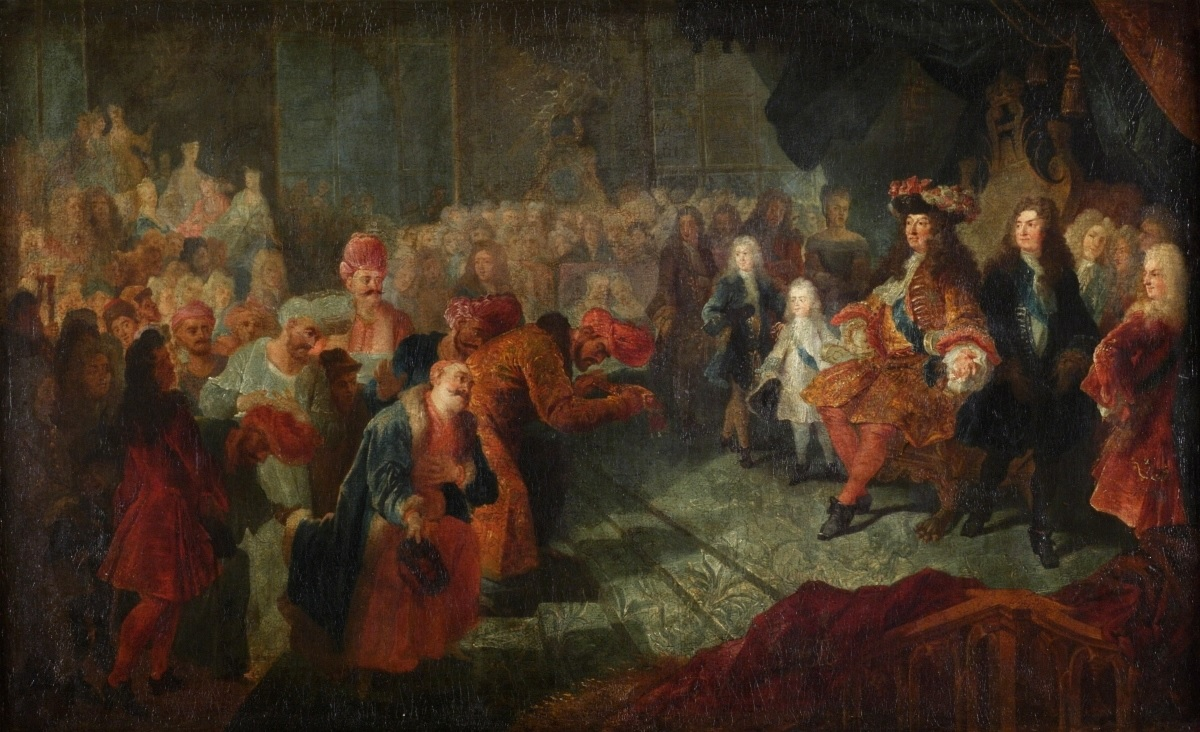
Empfang von Mohammad Reza Beg bei Louis XIV. (Maler: Antoine Coypel)

Seine Aufgabe war es wohl in erster Linie, die Handelsbeziehungen zwischen dem Safawidenreich und Frankreich zu fördern. Orientalische Gewürze, Seidenstoffe und andere Luxuswaren erfreuten sich höchster Beliebtheit in Europa. Am 13. August 1715 schloss er mit der Regierung Ludwigs XIV. einen neuen Vertrag, der eine günstigere Regelung für den französischen Handel enthielt. Die Installation einer Botschaft in der Hafenstadt Marseille unter dem persischen Botschafter Hagopdjan de Deritchan vor seiner Abreise am 12. September 1715 betonte die Dauerhaftigkeit dieser Beziehung. Den Rückweg trat Mohammad Reza Beg allerdings von Le Havre aus an. Er führte ihn über Moskau zurück nach Jerewan, das er im Mai 1717 erreichte. Vermutlich wollte er die türkische „Gastfreundschaft“ diesmal vermeiden.
Die Folgen dieses Besuches waren für die Beziehungen zwischen den Ländern nicht sehr nachhaltig: König Ludwig XIV. starb im September 1715. Sieben Jahre später wurde der persische Safawidenkönig gestürzt, womit die Herrschaft der Dynastie endete. Der persische Botschafter in Marseille blieb ohne Kontakt zu seinem Heimatland und verstarb schließlich in Armut.

## Zur Rezeption der Botschafterreise in der französischen Gesellschaft
Unter den zahlreichen Botschaftsempfängen in Versailles, auch aus dem orientalischen Raum, stach der Besuch von Mohammad Reza Beg besonders hervor. Auch wenn die historische Wirkung für die Beziehung der beiden Staaten Persien und Frankreich nicht besonders groß war, so hinterließ der Besuch des persischen Botschafters Mohamad Reza Beg doch in der an Gerüchten und Intrigen nicht armen höfischen Gesellschaft von Versailles und Paris einen starken Eindruck, der sich vorzüglich in der zeitgenössischen Literatur widerspiegelt.
Angeheizt wurden die Gerüchte sicherlich auch durch die aus den persischen „Geschichten aus 1001 Nacht“ befeuerten Phantasien. 1708 war eine Übertragung aus dem Arabischen von Antoine Galland erschienen. In der feinen Gesellschaft Frankreichs löste dies eine Modewelle aus, die sich auf alle Bereiche der Kultur übertrug: Literatur, Musik, Theater, Mode.
Ein Gerücht, von Saint-Simon aufgebracht, besagte, dass Mohammad Reza Beg ein Hochstapler sei, der die höfische Gesellschaft und den König an der Nase herumgeführt habe. In Wirklichkeit handele es sich um einen persischen Kaufmann, der sich lediglich als Botschafter ausgebe.
Während der Zeit, die er in Paris verbrachte, liefen jedoch fieberhafte Spekulationen über diese exotische Persönlichkeit, seine unbezahlten Rechnungen, seinen verschwenderischen, aber exotischen Lebensstil, die Möglichkeiten von Amouren, die sich alle in einer Potboiler-Romanze über die schöne, aber wiederholt entführte Georgierin Amanzolide wiederfinden.

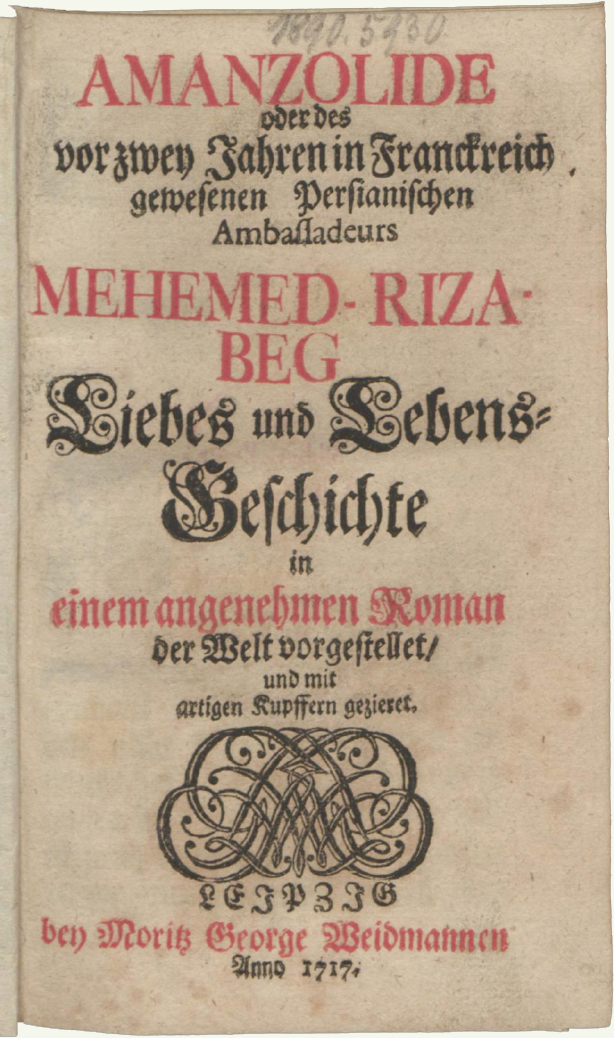
Titelblatt des Romans Amanzolide

Der Roman von M. d’Hostelfort „Amanzolide“ trägt in der deutschen Übersetzung von 1717 den reißerischen Untertitel „Historische und galante Nachrichten, die geheimen Abenteuer von Mehemed-Riza-Beg, Botschafter des Sophi von Persien am Hof Ludwigs des Großen im Jahre 1715“. Der deutsche Übersetzer plagierte den französischen Erfolgsroman und brachte ihn unter eigenem Namen heraus.
Das Orient-Bild der französischen, und durch entsprechende Verbreitung, auch westeuropäischen Gesellschaft unterschied dabei nicht zwischen der Türkei, Persien, Arabien, Afghanistan etc., sondern warf alles in den einen Topf: Orient. Die Ergebnisse dieser Orient-Hype waren von sehr unterschiedlicher künstlerischer Qualität. So bediente sich auch Montesquieu in seinen berühmten „Persischen Briefen“ (Lettres Persanes) in seiner Kritik an der französischen Gesellschaft einer Figur, die Mohamad Reza Beg zum Vorbild hat.
Tatsächlich gibt es keinerlei Hinweise auf die „geheimen Abenteuer“ des Botschafters, was den Unterhaltungswert sicherlich nicht schmälerte.

## Nachfahren von Mohammad Reza Beg
Die Linie der Nachfahren von Mohammad Reza Beg kann bis ins 20. Jahrhundert lückenlos nachgewiesen werden. Nach der Ermordung Nadirs 1747 entstanden in den bis dahin zu Persien gehörenden Gebieten Aserbaidschans und Transkaukasiens mehr oder weniger von Persien unabhängige Khanate. Ein Sohn von Mohammad Reza Beg, Mirsa Mohammad Monchi, trug bereits den Titel Monchi (Sekretär, im Sinne von Staatssekretär). Mirsa Agha Mohammad Monschi nahm am Russisch-Persischen Krieg (1826–1828) teil und starb 1884. Im Frieden von Turkmantschaider fiel das Khanat Armenien an Russland. Mohammad erhielt nun den Nachnamen Monshiof, eine Russifizierung des Titels Monchi.
„Die Perser waren die Elite in der Region und waren Teil der sesshaften Bevölkerung. Der Begriff ‚Perser‘ bezieht sich in dieser speziellen Angelegenheit auf die herrschende Hierarchie des Khanats und bezeichnet nicht unbedingt die ethnische Zusammensetzung der Gruppe. Es gab also ethnische ‚Perser‘ und ‚Türken‘ unter der herrschenden ‚persischen‘ Elite des Khanats. Diese herrschende Elite bestand hauptsächlich aus den Mitgliedern des Haushalts des Gouverneurs, seinen engen Mitarbeitern, dem Offizierskorps, den Mitgliedern der lokalen persischen Bürokratie und einigen wohlhabenden Kaufleuten. Die persische Führungselite war eine Minderheit unter den Muslimen im Khanat. Während des Krieges von 1826 bis 1828, der zur Eroberung durch die Russen führte, wurde ein Teil der persischen Führungselite getötet; der Rest wanderte im Grunde ‚in toto‘ in den eigentlichen Iran ab, nachdem die Russen entscheidend die Kontrolle über die Provinz gewonnen hatten.“
Die Nachfahren der Familie, die später den Nachnamen Monchi-Zadeh führen sollte, verblieben in Jerewan unter der neuen russischen Führung und bekleideten dort bedeutende zivile und militärische Positionen.
Mirsa Karim Khan Monchi-Zadeh oder Karim Khan Monshiov Irvani (1807–1895), Oberst in der russischen Kosakenarmee in Jerewan, verließ im Zuge der Modernisierung des persischen Militärs Naser al Din Schah 1889 Armenien und nahm eine Stelle in der von Russland kontrollierten Kosaken-Brigade in Teheran an.
Sein Sohn Ebrahim Monchi-Zadeh, ebenfalls persischer Kosaken-Offizier und Revolutionär, wurde 1918 auf dem Wege in die Verbannung von der begleitenden Wachmannschaft ermordet.